# Fremont (Indiana)
La ville de Fremont est située dans le comté de Steuben, dans l'Indiana, aux États-Unis. Sa population était de 2 138 habitants au dernier recensement.

## Source
- (en) Cet article est partiellement ou en totalité issu de l’article de Wikipédia en anglais intitulé « Fremont, Indiana » (voir la liste des auteurs).